# Edifício Excelsior
O Edifício Excelsior é um edifício de apartamentos localizado no Centro Histórico de Porto Alegre, na Rua Riachuelo. Foi projetado em 1952 pelo arquiteto Carlos Alberto de Holanda Mendonça (1920-1956) e construído pela construtora Azevedo Bastian e Castilhos (ABC), cujo engenheiro João Carlos Caldeira Bastian assumiu a responsabilidade técnica pelo projeto.

## História
Holanda Mendonça, alagoano graduado pela Faculdade Nacional de Arquitetura no Rio de Janeiro, foi pioneiro no exercício da arquitetura de linhagem corbusiana em Porto Alegre. De 1947 a 1950, desenvolveu seus primeiros projetos no Rio Grande do Sul pela Secretaria de Obras Públicas (SOP). Em 1950, o arquiteto se associou à empresa Azevedo Bastian e Castilhos (ABC), firma que viria a se tornar uma das construtoras mais atuantes no mercado imobiliário da década de 1950.
Durante a época em que trabalhou para a ABC, o alagoano projetou uma série de edifícios modernistas, como o Edifício Santa Terezinha (1950), o Edifício Formac (1952), o Edifício Vista Alegre (1952), o Edifício Excelsior (1952), o Edifício Cerro Formoso (1952), o Edifício Flores da Cunha (1953), o Edifício Duque de Caxias (1953) e o Edifício São Sebastião (1953).
Após se desligar da ABC em novembro de 1954, Holanda Mendonça montou escritório próprio, a partir do qual projetou outros prédios igualmente relevantes, como o Edifício Consórcio (1956) e o Edifício Santa Cruz (1956), que permanece sendo a construção mais alta de Porto Alegre até a atualidade. A carreira do arquiteto foi interrompida abruptamente com seu falecimento precoce, aos trinta e seis anos de idade, em julho de 1956.

## Arquitetura
Ao lado do Edifício Cerro Formoso (1952) e do Edifício Vista Alegre (1952), o Edifício Excelsior integra o grupo de edifícios multifamiliares projetados por Holanda Mendonça com a tipologia em “H”, localizando circulação vertical na parte estreita das construções. Esse tipo possibilita a iluminação e a ventilação de compartimentos secundários na faixa intermediária e estreita da planta.
Os pavimentos-tipos, que correspondem do segundo ao décimo primeiro andar, são formados por dois apartamentos ligados pela circulação vertical no centro do lote. Apesar disso, o tipo “H” demonstra flexibilidade ao permitir também a existência de pavimentos ocupados por apenas um grande apartamento, do décimo segundo ao décimo quarto andar.

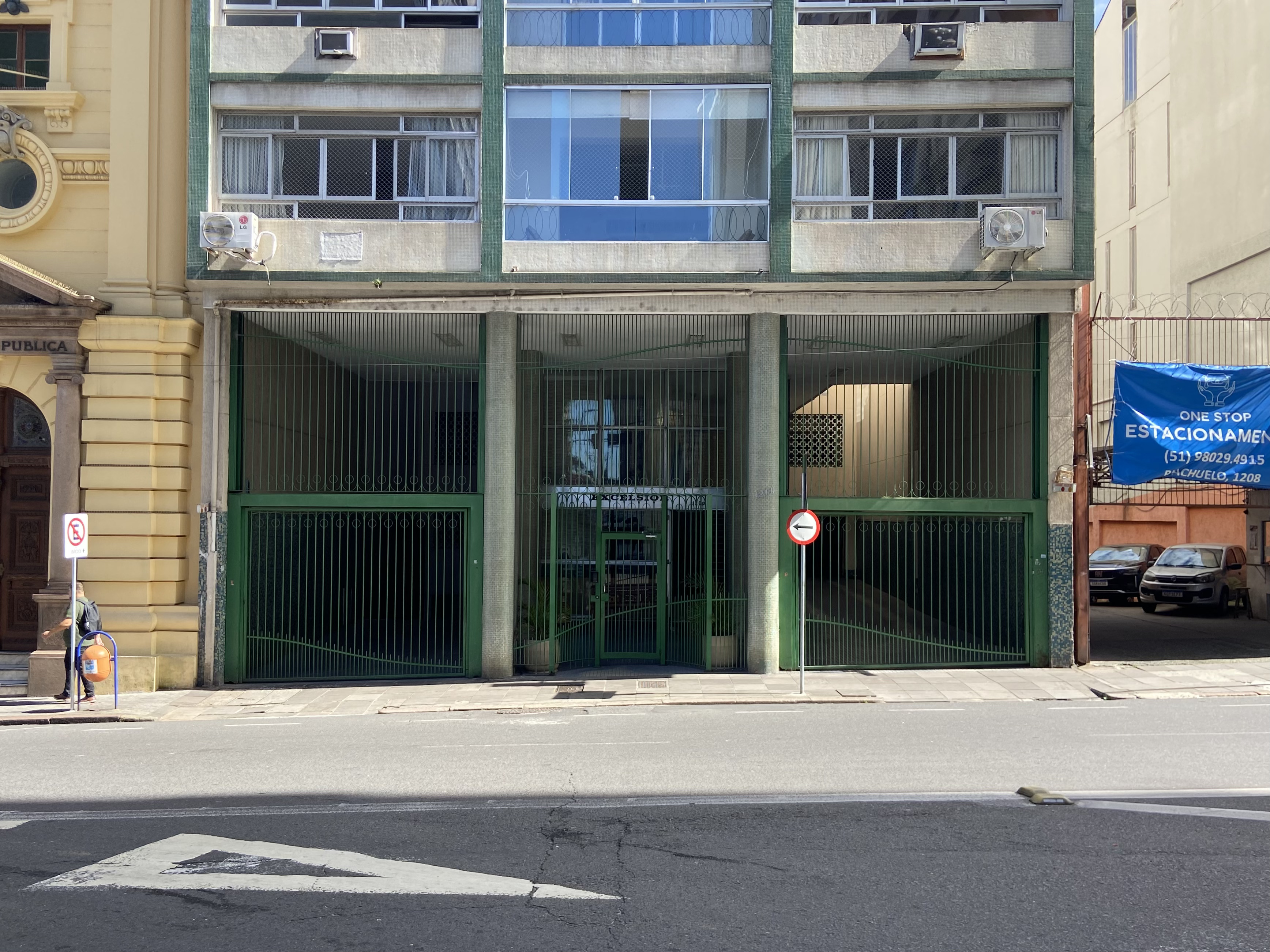
Base do Edifício Excelsior, com espaço de dupla altura e térreo recuado, resultando em pilotis que ordenam os acessos de pedestres e automóveis.

Implantado em zona nobre do Centro Histórico, em terreno adjacente à Biblioteca Pública do Estado e próximo à Praça da Matriz, o Edifício Excelsior foi originalmente concebido como um projeto de alto padrão. O prédio contava, inclusive, com garagem para automóveis, o que à época era raro e acrescia valor imobiliário à construção. O caráter elitizado do empreendimento foi o que viabilizou o tratamento do térreo sem o habitual uso comercial, resultando em espaço de dupla altura recuado e livre na base, ordenado por pilotis que direcionam ao acesso principal.
A linguagem da edificação foi trabalhada dentro da sintaxe da Escola Carioca de arquitetura moderna. No lançamento do partido, foi considerada a estratégia moderna da setorização de zonas e acessos, tendo como exemplo os edifícios desenhados por Lúcio Costa (1902-1998) para o Parque Guinle no Rio de Janeiro.

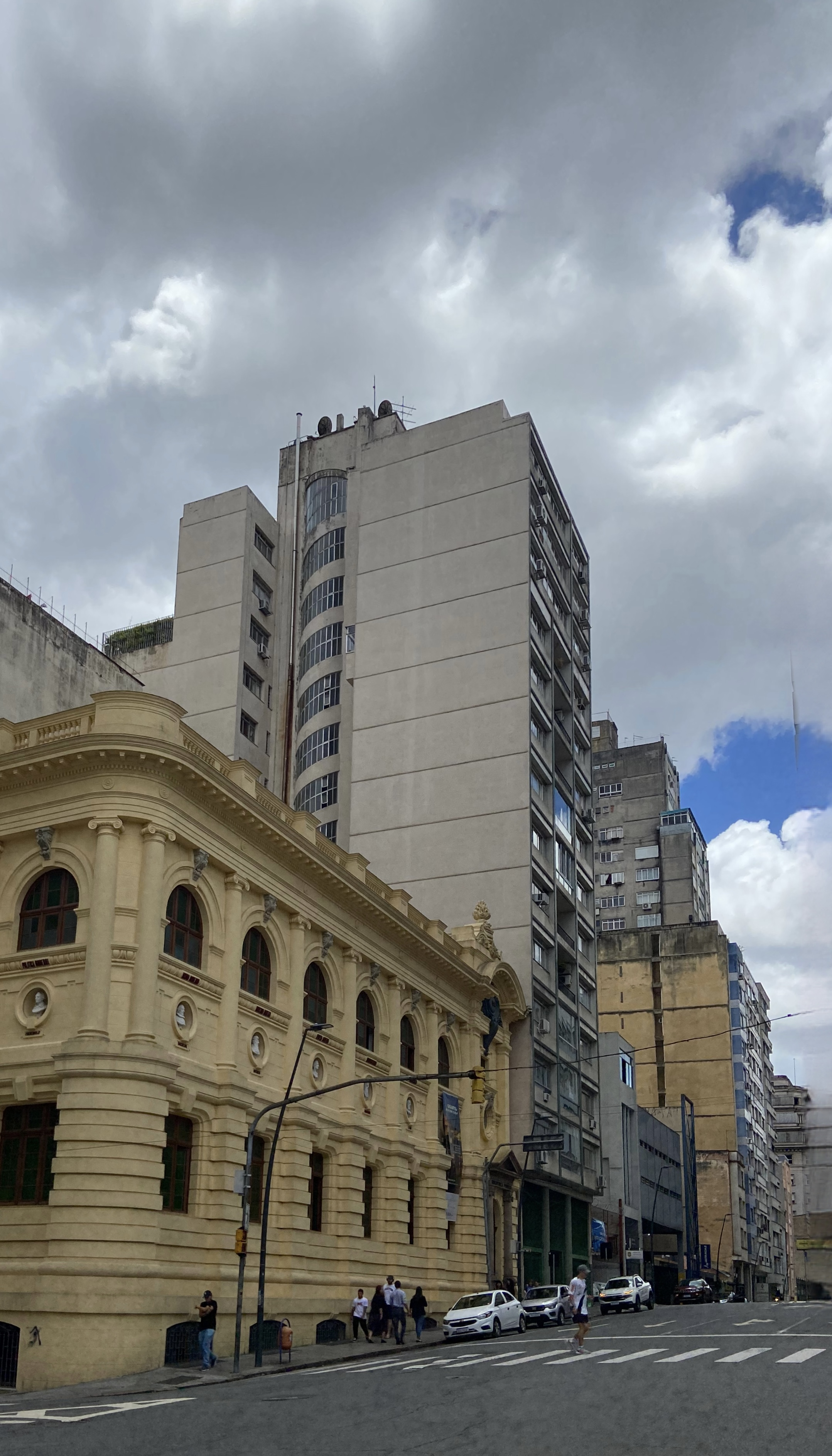
Fachada oeste do Edifício Excelsior, voltada para a Biblioteca Pública do Estado. Embora apresente escada semicilíndrica acoplada, a volumetria resultante contrasta com a regularidade e o tratamento da fachada sul, voltada para o logradouro público.

Outro elemento que faz referência explícita ao Parque Guinle é a escada semicilíndrica acoplada à fachada oeste, similar à do Edifício Nova Cintra (1948). Essa solução foi empregada por Holanda Mendonça também no Edifício Santa Terezinha (1950) e no Edifício Cerro Formoso (1952), tanto por razões estéticas quanto pela funcionalidade, uma vez que a escada acabava ocupando menor espaço em planta.
A regularidade e o tratamento da fachada sul, voltada para o logradouro público, contrastam com despreocupação em relação à volumetria resultante nas demais fachadas. Embora voltadas para o interior do quarteirão, essas superfícies são visíveis a partir da via pública, sobretudo na empena oeste, ajdacente à Biblioteca Pública.